# Giancarlo Raimondi
Giancarlo Raimondi (Milaan, 28 november 1972) is een Italiaans voormalig wielrenner. Raimondi was beroepsrenner van 1997 tot en met 2001 en reed zijn gehele carrière bij Brescialat-Liquigas.

## Overwinningen

### 1997
- 3e etappe Vuelta Ciclista Asturias

### 1998
- 11e etappe Ronde van Portugal

### 1999
- Coppa Bernocchi

### 2000
- 4e etappe Vierdaagse van Duinkerken

## Resultaten in voornaamste wedstrijden
| Jaar | Ronde van Italië | Ronde van Frankrijk | Ronde van Spanje |
| ---- | ---------------- | ------------------- | ---------------- |
| 1997 |                  |                     | opgave           |
| 1998 | buiten tijd      |                     | 96e              |
| 1999 |                  |                     | 103e             |
| 2000 |                  |                     | opgave           |

| Jaar | Milaan-San Remo | Gent-Wevelgem |
| ---- | --------------- | ------------- |
| 1997 |                 | 26e           |
| 1998 |                 |               |
| 1999 |                 |               |
| 2000 | 173e            |               |